# Bilal (cantante)
Bilal Sayeed Oliver, conosciuto come Bilal (Filadelfia, 23 agosto 1979), è un cantautore, produttore discografico e musicista statunitense.

## Biografia
Nato a Filadelfia, si è formato a New York, dove ha incontrato e conosciuto diversi artisti della sua generazione come Common, The Roots ed Erykah Badu. Nel 2001 ha pubblicato il suo album discografico di debutto dal titolo 1st Born Second, che vede la partecipazione di Soulquarians, Dr. Dre e J Dilla. Negli anni seguenti, a partire dal 2003, ha preso parte a diversi progetti di altri artisti collaborando in maniera particolare con album di artisti prodotti per la Interscope Records da J Dilla e Dr. Dre. Nel 2006 ha realizzato senza pubblicare (diffuso online) Love for Sale
Dopo diversi anni rispetto al primo (2010) ha pubblicato il suo secondo album Airtight's Revenge (Plug Research). Nel 2012 ha firmato un contratto con la E1 Music per la pubblicazione di A Love Surreal, a cui ha partecipato anche Robert Glasper.
Il 25 giugno 2015 esce In Another Life considerato dalla critica il suo capolavoro. All'interno collaborazioni eccellenti come Big K.R.I.T, Kimbra e Kendrick Lamar.

## Discografia
Album
- 2001 - 1st Born Second
- 2006 (non pubblicato) - Love for Sale
- 2010 - Airtight's Revenge
- 2013 - A Love Surreal
- 2015 - In Another Life

Mixtape
- 2007 - The Return of Mr. Wonderful
- 2012 - The Retrospection